# Hans Sleeswijk
Hans Sleeswijk (Amsterdam, 31 januari 1935 – Lage Vuursche, 1 januari 2024) was een Nederlands ondernemer binnen de amusementsindustrie, voornamelijk theater- en televisieproducent.
Hij was zoon van Maria Helena de Haas en René Sleeswijk sr. Hans Sleeswijk was de broer van René van Vooren van De Mounties. Hans was getrouwd met kunstschilderes Geraldine J. Bartlett, die in 1960 naar Nederland kwam en wel werkte voor de Sleeswijk Revue. Dochter Karen Sleeswijk was in de jaren tachtig enige tijd actief als theatercoördinator. 

## Zeilen
Al voordat Sleeswijk de theaterwereld binnenstapte had hij al bekendheid. Hij zeilde jarenlang Voor het Koninklijk Nederlands Watersport Verbond, het latere Watersportverbond. Tot aan zijn 27e was hij actief in de finnjol en was nog in de race voor de Olympische Zomerspelen 1964 in Tokio. Echter, in 1962 braken beschadigde en versleten lendenwervels hem op. Onderzoek door een specialist mocht niet baten. Hij kon niet verder, verkocht zijn boten. Overigens was een van die boten een geschenk van Willy Walden voor Sleeswijk, toen elf jaar oud. Sleeswijk zeilde circa zeshonderd wedstrijden. Hij kreeg onder meer les van Paul Elvstrøm die hem als reserve van Bob Marcus naar de Olympische Zomerspelen 1956 had moeten brengen, maar die spelen werden door Nederland geboycot. Bij de Europese kampioenschappen een jaar later werd Sleeswijk vijfde en tweede in de Kielerwoche achter Elvström. In 1960 was er teleurstellend resultaat bij de Olympische Zomerspelen 1960 in Rome, waar hij bij het zeilen in de zee voor Napels niet vooruit leek te komen. Hij trachtte er nog de moed in te houden om zijn loopbaan voort te zetten met voorbeelden als Gerrit Korteweg en Boudewijn Heidenrijk, maar het zat er niet meer in. Zijn wintersport veldhockey moest hij ook laten schieten. De zeilboot kwam nog één maal terug; in zijn overlijdensbericht.

## Theater
Hij schoof al tijdens die zeilcarrière richting het theater en in 1962 was het zover. Hij produceerde voor het eerst. In Harten troef stonden Corry Brokken (in 1968 getrouwd met René), Willy Walden en Piet Muijselaar in Koninklijk Theater Carré. In die jaren ontdekten vader en zoon een nieuwe jonge zanger Ronnie Tober. Onder de paraplu van NV Sleeswijk Organisatie bleven vader en zoon jarenlang theaterproducties verzorgen rondom Snip en Snap, die stopte uiteindelijk in 1970. Vader en zoon hadden inmiddels de handen vol aan Sweet Charity. In 1978 overleed René Sleeswijk en stond de zoon er alleen voor. Hans Sleeswijk zou tot in de jaren negentig theater- en televisieproducties verzorgen, maar kreeg steeds meer concurrentie van het bedrijf van Joop van der Ende. De laatste producties van zijn hand waren Ha, die pa (1990-1993) en Sjans (1992-1994).
.